# Джули Андрюс
Дама Джулия Елизабет Андрюс, DBE (на английски: Julia Elizabeth Andrews) е британска актриса, певица, авторка и световна медийна икона. 
Носителка е на награди като „Златен глобус“, „Еми“, „Грами“, Награда на БАФТА, „Изборът на публиката“, Theatre World Award, Screen Actors Guild, Награди на филмовата академия на САЩ и др. От 1979 г. има звезда на Холивудската алея на славата.

## Биография
Родена е на 1 октомври 1935 г. Звездата на Андрюс изгрява след участието ѝ в мюзикъли на Бродуей като „Моята прекрасна лейди“ и „Камелот“ и по-късно и във филми като „Мери Попинз“ (1964) и „Звукът на музиката“ (1965).
В началото на 21 век Андрюс претърпява развитие в кариерата си след участието ѝ в семейните филми „Дневниците на принцесата“ (2001) и „Дневниците на принцесата 2“ (2004), както и в анимационната поредица „Шрек“ където озвучава Кралица Лилиан(2004 – 2010).
През 2005 г. актрисата прави своя дебют като режисьор на филма The Boy Friend.
Андрюс е също така и автор на детски книжки, а през 2008 г. издава автобиография Home: A Memoir of My Early Years.

## Избрана филмография
| Година | Филм                                         | Оригинално заглавие                      | Роля             | Режисьор         |
| ------ | -------------------------------------------- | ---------------------------------------- | ---------------- | ---------------- |
| 1964   | Мери Попинз                                  | Mary Poppins                             | Мери Попинз      | Робърт Стивънсън |
| 1965   | Звукът на музиката                           | The Sound of Music                       | Мария фон Трап   | Робърт Уайз      |
| 2001   | Дневниците на принцесата                     | The Princess Diaries                     | Клариса Реналди  | Гари Маршъл      |
| 2004   | Дневниците на принцесата 2: Кралски бъркотии | The Princess Diaries 2: Royal Engagement | Клариса Реналди  | Гари Маршъл      |
| 2007   | Омагьосана                                   | Enchanted                                | разказвач (глас) | Кевин Лима       |
| 2018   | Аквамен                                      | Aquaman                                  | Каратен (глас)   | Джеймс Уан       |